# Compsosoma mniszechii
Compsosoma mniszechii är en skalbaggsart som beskrevs av Thomson 1857. Compsosoma mniszechii ingår i släktet Compsosoma och familjen långhorningar. Inga underarter finns listade i Catalogue of Life.